# Торговля і промисл
«Торговля і Промисл» — двотижневик, орган Союзу українських купців і промисловців, виходив у Львові з 1 жовтня 1934 до 15 серпня 1939 (118 чч.). Наклад — 2500-4000 примірників.
Мав «Волинську Сторінку» і сторінку для ремісників.
Головний редактор — В. Несторович. Серед інших співробітників: С. Баран, С. Біляк, Т. Глинський, М. Дерев'янко, В. Островський, Д. Конюх, Ю. Крохмалюк, А. Міланич, Я. Скопляк та ін.